# لين رايت
لين رايت (بالإنجليزية: Leonard Morton Wright)‏ هو حكم اتحاد الرغبي ‏ نيوزلندي، ولد في 1906، وتوفي في 1967.